# Legioneloza
Legioneloza je nalezljiva bolezen, ki jo povzroča rod gramnegativnih bakterij Legionella. V okoli 90 % primerov legioneloze je povzročitelj bakterija Legionella pneumophila, splošno razširjen vodni organizem, ki prebiva v temperaturnem območju od 25–45 °C, z optimumom pri 35 °C.
Obstajata dve obliki obolenja:
- legionarska bolezen (znano tudi pod imenom legionarska vročica), ki je težja oblika obolenja in povzroča pljučnico;
- pontiaška vročica, ki povzroča lažja obolenja dihal brez pljučnice.

Prvi večji izbruh bolezni je nastal leta 1976 v Filadelfiji med člani Ameriške legije, združenja vojaških veteranov, iz česar tudi izvira ime bolezni.
Izbruhi legioneloze so navadno osamljeni primeri, ki se pojavijo večinoma v času poletja ali jeseni, največkrat zaradi slabo vzdrževanih vodovnih sistemov v bolnišnicah in hotelih. Smrtnost obolenja se giblje od 5 do 30 % vseh obolelih, poleg oblike obolenja pa je odvisna še od starosti, kajenja in spremljajočih bolezni. Za preprečevanje razmnoževanja legionele ter izbruha bolezni ali celo epidemije je v javnih objektih priporočeno predvsem zagotavljanje ustrezne temperature vode in reden nadzor vodovodnih sistemov ter kakovosti vode.

## Patogeneza

### Poti okužbe
Okužba z legionelo je navadno rezultat vdihovanja aerosola, ki vsebuje bakterije in lahko izvira iz kateregakoli območja kontaminirane vode. S pitjem kontaminirane vode se človek navadno ne more okužiti zaradi uničenja patogenov s klorovodikovo kislino v želodcu, razen izjemoma v primeru močno oslabljenega imunskega sistema kot del okužbe dihal (npr. aspiracija želodčne vsebine).

### Potek bolezni
Legionarska bolezen, ki je klasična bolezen okužbe z legionelo, poteka kot pljučnica, ki pa jo brez laboratorijskega testiranja ne moremo ločiti od drugih bakterijskih pljučnic. Inkubacijska doba je od 2–10 dni. Poleg pljuč prizadene bolezen tudi druge organe, kot so jetra in ledvice. V začetku se pojavijo neznačilni bolezenski znaki, kot so utrujenost, glavobol, povišana telesna temperatura, izguba apetita in bolečine v mišicah, lahko pa tudi driska, bolečine v trebuhu, slabost in bruhanje. Nekateri bolniki kašljajo, pri čemer je izpljunek lahko gnojen ali krvav, pri dihanju pa se pojavijo bolečine v prsnem košu. Poleg pljučnice so prisotni tudi toksični učinki na živčni sistem, kar se kaže kot zmedenost, somnolentnost in halucinacije. Na koži se lahko pojavijo izpuščaji različnih oblik.
Patogeneza pontiaške vročice ni povsem pojasnjena, domnevajo pa, da jo povzročajo toksini legionele, ali pa da gre za preobčutljivostno reakcijo. Bolezen je podobna gripi, inkubacija pa je zelo kratka, in sicer 2 dneva ali manj. Bolezen se začne z mrzlico, vročino, glavobolom in bolečinami v mišicah. Pojavijo se lahko še znaki okužbe zgornjih dihal, lahko tudi otrplost tilnika.
Na celičnem nivoju makrofagi fagocitirajo bakterije, vendar pa lahko slednje v njih preživijo kot znotrajcelični paraziti; pri tem inhibirajo znižanje pH-vrednosti fagolizosomov in s tem preprečijo aktiviranje encimov za njihovo razgradnjo. Podoben parazitizem je prisoten pri nekaterih praživalih, še posebej v amebah (npr. vrsta Hartmannella vermiformis) ali njihovih cistah, kjer kljubujejo izsušitvi in razkužilnim sredstvom.

## Epidemiologija
Pod tipične izvire kontaminiranega aerosola spadajo izvori tople vode, kot so toplovodni in klimatski sistemi v bolnišnicah in hotelih, vlažilci zraka, kopalni bazeni, tuši v gospodinjstvih ter hladilni stolpi v prezračevalnih sistemih in sistemih za industrijsko hlajenje vode. V naravi so prisotni v potokih, rekah, jezerih, nekatere vrste, kot npr. Legionella longbeachae, pa tudi v blatu, zemlji in kompostu. Pogostost bolezni je večja v času poznega poletja in jeseni, v glavnem zaradi višje temperature voda.
Predispozicijski faktorji za legionarsko bolezen so predvsem oslabljeni imunski sistem zaradi starosti, transplantacije organov, kirurških posegov ali bolezenskih stanj (npr. rak in posledično kemoterapija ter AIDS) ter kajenje in spremljajoče bolezni, kot npr. kronične pljučne bolezni, sladkorna bolezen in odpoved ledvic. Za pontiaško vročico lahko zbolijo ljudje vseh starostnih skupin, medtem ko pri legionarski bolezni večinoma nad 40 let, še posebej ljudje s starostjo od 60-70 let; povprečna starost bolnikov je 55 let. Bolj ogroženo skupino predstavljajo tudi alkoholiki in novorojenčki.
Bolezen se ne prenaša s človeka na človeka. Legionele povzročajo bolezni tudi pri domačih živalih, kot so konji, svinje, drobnica in psi.

### Večji izbruhi legioneloze

#### Združene države Amerike
Prvi avtentični opis legioneloze izhaja iz leta 1976, ko so se sestali člani Ameriške Legije, združenja vojaških veteranov, 27. julija v hotelu Bellevue Stratford  v Filadelfiji (Pensilvanija). V roku dveh dnevov so veterani začeli bolehati za takrat neznano vrsto pljučnice. Klinični znaki so bili predvem povečana frekvenca dihanja in bolečine v prsnem košu. Zdravniško pomoč je potrebovalo 221 ljudi, 34 pa jih je umrlo. To je v javnosti sprožilo veliki preplah zaradi možne epidemije prašičje gripe, zaradi česar so uvedli nacionalni program za cepljenje proti prašičji gripi. Pozneje so možnost epidemije zavrnili, v javnosti in znanstvenih krogi pa so se pojavljale različne teorije, ki so vključevale uporabo strupenih kemikalij in terorizem, katerega tarče naj bi bili veterani. Center za nadzor in preprečevanje bolezni (CDC) je januarja 1977 izoliral in identificiral legionelo ter odkril gojišče bakterij v hladilnih stolpih prezračevalnega sistema v hotelu. Dogodek je sprožil posodobitev prezračevalnih sistemov in strožji nadzor vladnih agencij po svetu.
Pozneje so ugotovili, da je bila prva epidemija, ki jo je povzročila legionela, že leta 1965 v Washington D.C.

#### Nizozemska, 1999
Marca 1999 se je v Nizozemski, na razstavi rož v Bovenkarspelu, pojavil novi primer izbruha, kjer se je okužilo 200 ljudi, najmanj 34 pa jih je umrlo. Vir bakterij sta bila verjetno vlažilec zraka na razstavi.

#### Španija, 2001
Največji izbruh do danes se je pojavil v mestu Murcia, Španija, kjer naj bi bilo potrjenih 449 obolelih ljudi. Preiskava je pokazala, da so bili vir bakterij hladilni stolpi v mestni bolnišnici Morales Meseguer.

#### Velika Britanija, 2002
Leta 2002 je v Barrow-in-Furness prišlo do najhujšega izbruha legionarske bolezni v Veliki Britaniji. Umrlo je šest žensk in en moški, 172 ljudi pa je obolelo.

## Diagnoza in zdravljenje
S pomočjo simptomov in rentgenskega slikanja prsnega koša je težko razlikovati legionarsko bolezen od drugih vrst pljučnic, zato so potrebni laboratorijski testi. Najbolj specifičen dokaz za diagnozo je osamitev legionele iz izmečka, krvi, plevralne tekočine, tekočine iz notranjosti sapnika (endotrahealni aspirat), bronhoalveolarnega izpirka ali bioptičnega vzorca pljuč. Možno je tudi dokazovanje antigena legionele v tkivu, urinu in drugih izločkih. Ker se protitelesa, specifični imunoglobilini M in G, v serumu pojavijo zelo pozno (4-12 tednov po začetku bolezni), se določanje protiteles uporablja predvsem za epidemiološke raziskave. Le pri 10% vseh bolnikov se lahko pojavi možno zvišanje števila levkocitov, običajno pa je število le nekoliko povišano ali pa je lahko zelo znižano. Običajno je raven natrija tudi znižana.
Legionarsko bolezen se zdravi z antibiotiki, najbolj učinkoviti so kinoloni, skupina sintetičnih širokospektralnih baktericidnih učinkovin, ki se predpisujejo za starosti nad 18 let (levofloksacin, moksifloksacin, gemifloksacin) ter makrolidi, skupina antibiotikov, ki se predpisuje za starosti nad 12 let (azitromicin, eritromicin, klaritromicin, roksitromicin), prav tako pa tetraciklin. Rifampicin je lahko uporabljen v kombinaciji s kinoloni ali makrolidi. Pri relativno velikem številu bolnikov lahko pride do zapletov zaradi spremljajočih kroničnih bolezni, kot npr. akutna odpoved ledvic in jeter, znižan krvni tlak, septični šok in diseminirana intravaskularna koagulacija. Pri nekaterih ostanejo trajne posledice, najpogosteje poslabšanje spomina, motena usklajenost gibov (ataksija), pljučna fibroza in razne bolezni živcev. Vročine se ne more znižati z antipiretiki ali kortikosteroidi.
Pri pontiaški vročici antibiotična terapija ni učinkovita. Bolezen traja od 2-7 dni, ozdravljenje pa je spontano in popolno.

## Preprečevanje bolezni
Za preprečevanje razmnoževanja legionele je v javnih objektih priporočeno:
- zagotavljanje ustrezne temperature tople (nad 50 °C) in hladne (pod 20 °C) vode,
- preprečevanje zastajanja vode (slepi vodi, malo uporabljene pipe),
- občasno izpiranje in sterilizacijo z vročo vodo,
- reden nadzor kakovosti vode,
- preprečevanje korozije, odstranjevanje vodnega kamna ter izogibanje materialom, ki so ugodni za rast legionel (železo, guma, les in nekatere plastike).

Učinki različno visokih temperatur na legionele so sledeči:

- 70-80 °C: območje dezinfekcije
- 66 °C: uničenje v roku 2 minut
- 60 °C: uničenje v roku 32 minut
- 55 °C: uničenje v roku 5-6 ur
- nad 50 °C: preživetje brez razmnoževanja
- 35-46 °C: optimalno temperaturno območje za rast in razmnoževanje
- 20-50 °C: temperaturno območje za rast in razmnoževanje
- pod 20 °C: preživetje v mirujočem stanju

Razmeroma dobro prenašajo pH vrednosti od 5,0-8,5 ter kloriranje.
Moderni načini sterilizacije vključuje kombinacijo ultrazvoka in ultravijolične svetlobe (specifično UV-C): z ultrazvokom se poruši zgradbo celične membrane morebitnega gostiteljskega organizma (npr. amebe), s čimer se omogoči dostop do legionel z UV-C in doseže njihovo uničenje. Zelo uspešna je tudi metoda, ki z elektrodami proizvaja bakrove in srebrove ione: le-ti okvarjajo bakterijsko steno, kar v končni fazi privede do uničenja bakterij.
Po razmnožitvi v vodovodnih sistemih je legionelo težko odstraniti: iz omrežja je potrebno odstraniti morebitne dejavnike tveganja (to vključuje odstranitev podpornih organizmov legionele, kot so alge in amebe) in ga razkužiti z vročo vodo (toplotni šok) in/ali klorom oziroma drugimi biocidi. V tem primeru stavbe praviloma ni potrebno izprazniti, vendar pa se morajo njeni uporabniki čim bolj izogniti tveganju. V gospodinjstvih je tveganje manjše, ker so grelci vode manjši in s tem bolj pretočni.